# 위명대왕
위명대왕 이일광(威明大王 李日㫕, 베트남어: Uy Minh Đại vương Lý Nhật Quang, ? ~ 1057년)는 베트남 대월제국의 리 왕조 제1대 황제인 리 태조와 정명황후의 황자(皇子)로, 제2대 황제인 리 태종의 동생이다. 정명황후의 아들여서 베트남 대구월 제국의 레호안와 다이탕민황후의 외손자이다.

## 생애
어린 나이부터 위명후(威明侯)은 매우 지적인 사람으로 알려졌으며 8세에시를 만들 수 있었고 10세의 나이에 역사에 능통 할 수 있었다.
그의 황제인 아버지는 1028년에 세상을 떠나서 그의 황태자 리 태종(李佛瑪)인 형은 황위에 오르게되었다.
건부유도(乾符有道) 1년 (1039년), 일광는 응에안성(乂安洲)에서 세금 징수를 하는 관으로 임명되었고 그의 순결과 청렴 때문에 그곳의 사람들에게 매우 사랑 받았다.
건부유도 3년 (1041년), 예안주의 지부(知府)로 임명되었다.
천감성도 1년 (1044년), 참파 왕국과의 전쟁 중 황제와 군대의 수비대로 사용했던 짜이바호아(Trại Bà Hòa) 건설에 대한 위대한 업적을 좇아, 그는 왕으로 책봉되었고 위명왕으로 불렸다.
1057년, 세상을 떠났고 위명대왕으로 추존되었다.